# Forgui
Forgui est une localité située dans le département de Boussouma de la province du Sandbondtenga dans la région des Kuilsé au Burkina Faso.

## Géographie
Forgui est située à environ 25 km au nord-est de Boussouma, le chef-lieu du département, et à 20 km au sud-est du centre de Kaya, la principale ville de la région. Le village est traversé par la route nationale 15 reliant Kaya à Boulsa.

## Éducation et santé
Forgui accueille un centre de santé et de promotion sociale (CSPS) tandis que le centre médical avec antenne chirurgicale (CMA) de la province se trouve à Boussouma et que le centre hospitalier régional (CHR) est à Kaya.
Le village possède une école primaire privée et un collège d'enseignement général (CEG).